# Recopa d'Europa de futbol 1996-97
La Recopa d'Europa de futbol 1996-97 fou la trenta-setena edició de la Recopa d'Europa de futbol. La final fou guanyada pel FC Barcelona per quarta vegada a la seva història enfront del Paris Saint-Germain FC.

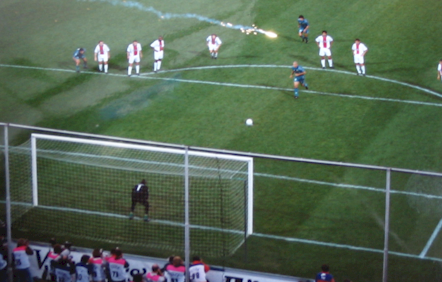
Ronaldo marca de penal en la final del torneig.

## Ronda preliminar
| Equip 1                  | Global | Equip 2                    | Anada | Tornada |
| ------------------------ | ------ | -------------------------- | ----- | ------- |
| MPKC Mozyr               | 2-3    | KR Reykjavik               | 2-2   | 0-1     |
| Shelbourne FC            | 2-5    | SK Brann                   | 1-3   | 1-2     |
| Llansantffraid           | 1-6    | Ruch Chorzów               | 1-1   | 0-5     |
| Budapest Honvéd FC       | 2-0    | FK Sloga Jugomagnat        | 1-0   | 1-0     |
| NK Varteks               | 5-1    | US Luxemburg               | 2-1   | 3-0     |
| FC Universitate Riga     | 2-2(p) | FC Vaduz                   | 1-1   | 1-1(pr) |
| Glentoran FC             | 1-10   | AC Sparta Praha            | 1-2   | 0-8     |
| FC Dinamo Batumi         | 9-0    | HB Tórshavn                | 6-0   | 3-0     |
| Tallinna Sadam           | 2-2(c) | FC Nyva Vinnytsia          | 2-1   | 0-1     |
| Chemlon Humenné          | 3-0    | KS Flamurtari Vlorë        | 1-0   | 2-0     |
| FC Sion                  | 4-2    | Kareda Šiauliai            | 4-2   | 0-0     |
| NK Olimpija              | 1-1(p) | Levski Sofia               | 1-0   | 0-1(pr) |
| Estrella Roja de Belgrad | 1-1    | Hearts                     | 0-0   | 1-1     |
| FK Qarabag Agdam         | 1-2    | MyPa                       | 0-1   | 1-1(pr) |
| Kotayk Abovian           | 1-5    | AEK Làrnaca                | 1-0   | 0-5     |
| Constructorul Chişinău   | 3-3(c) | Hapoel Ironi Rishon leZion | 1-0   | 2-3     |
| Valletta                 | 2-4    | FC Gloria Bistriţa         | 1-2   | 1-2     |

## Primera ronda
| Equip 1                | Global | Equip 2                  | Anada | Tornada |
| ---------------------- | ------ | ------------------------ | ----- | ------- |
| Nîmes Olympique        | 5-2    | Budapest Honvéd FC       | 3-1   | 2-1     |
| SK Sturm Graz          | 3-3(c) | AC Sparta Praha          | 2-2   | 1-1     |
| FC Barcelona           | 2-0    | AEK Làrnaca              | 2-0   | 0-0     |
| Constructorul Chişinău | 0-5    | Galatasaray SK           | 0-1   | 0-4     |
| FC Kaiserslautern      | 1-4    | Estrella Roja de Belgrad | 1-0   | 0-4(pr) |
| MyPa                   | 1-4    | Liverpool FC             | 0-1   | 1-3     |
| FC Sion                | 6-0    | FC Nyva Vinnytsia        | 2-0   | 4-0     |
| AGF                    | 1-1(c) | NK Olimpija              | 1-1   | 0-0     |
| Cercle Brugge          | 3-6    | SK Brann                 | 3-2   | 0-4     |
| KR Reykjavik           | 1-2    | AIK                      | 0-1   | 1-1     |
| SL Benfica             | 5-1    | Ruch Chorzów             | 5-1   | 0-0     |
| AEK Atenes             | 3-1    | Chemlon Humenné          | 1-0   | 2-1     |
| FC Gloria Bistriţa     | 1-2    | AC Fiorentina            | 1-1   | 0-1     |
| FC Dinamo Batumi       | 1-4    | PSV Eindhoven            | 1-1   | 0-3     |
| FC Vaduz               | 0-7    | Paris Saint-Germain FC   | 0-4   | 0-3     |
| Lokomotiv Moscou       | 2(c)-2 | NK Varteks               | 1-0   | 1-2     |

## Segona ronda
| Equip 1         | Global | Equip 2                  | Anada | Tornada |
| --------------- | ------ | ------------------------ | ----- | ------- |
| FC Sion         | 4-8    | Liverpool FC             | 1-2   | 3-6     |
| Nîmes Olympique | 2-3    | AIK                      | 1-3   | 1-0     |
| AC Fiorentina   | 3-2    | AC Sparta Praha          | 2-1   | 1-1     |
| NK Olimpija     | 0-6    | AEK Atenes               | 0-2   | 0-4     |
| SK Brann        | 4-3    | PSV Eindhoven            | 2-1   | 2-2     |
| FC Barcelona    | 4-2    | Estrella Roja de Belgrad | 3-1   | 1-1     |
| SL Benfica      | 4-2    | Lokomotiv Moscou         | 1-0   | 3-2     |
| Galatasaray     | 4-6    | Paris Saint-Germain FC   | 4-2   | 0-4     |

## Quarts de final
| Equip 1                | Global | Equip 2       | Anada | Tornada |
| ---------------------- | ------ | ------------- | ----- | ------- |
| SL Benfica             | 1-2    | AC Fiorentina | 0-2   | 1-0     |
| Paris Saint-Germain FC | 3-0    | AEK Atenes    | 0-0   | 3-0     |
| SK Brann               | 1-4    | Liverpool FC  | 1-1   | 0-3     |
| FC Barcelona           | 4-2    | AIK           | 3-1   | 1-1     |

## Semifinals
| Equip 1                | Global | Equip 2       | Anada | Tornada |
| ---------------------- | ------ | ------------- | ----- | ------- |
| FC Barcelona           | 3-1    | AC Fiorentina | 1-1   | 2-0     |
| Paris Saint-Germain FC | 3-2    | Liverpool FC  | 3-0   | 0-2     |

## Final
| FC Barcelona       | 1 – 0 | Paris St-Germain |
| ------------------ | ----- | ---------------- |
| Ronaldo 37' (pen.) |       |                  |

| Guanyador de la Recopa d'Europa 1996-97 |
| --------------------------------------- |
| FC Barcelona Quart títol                |